# ミハイル・ヴァイマン
ミハイル・イズライレヴィチ・ヴァイマン（ロシア語: Михаи́л Изра́илевич Ва́йман、ラテン文字表記の例:Mikhail Izrailevich Vaiman, 1926年12月3日 - 1977年12月16日）は、ソビエト連邦のヴァイオリニスト、音楽教師。レニングラード音楽院教授（1966年）。ロシア連邦共和国功労芸術家(1957年授与)。

## 概要
現在のウクライナ、ムィコラーイウ州ノーヴィイ・ブフに生まれ、レニングラード音楽院でユーリー・エイドリン(ロシア語: Юлий Ильич Эйдлин、1896年 - 1958年)にヴァイオリンを学ぶ。1943年3月にタシュケントで催された「若い演奏家による音楽院創設80周年記念演奏会」に参加している。1945年より演奏活動に入り、1950年にライプツィヒで開催された第1回ヨハン・ゼバスティアン・バッハ国際コンクールのヴァイオリン部門、翌1951年にブリュッセルで開催されたエリザベート王妃国際音楽コンクールに参加し、いずれも第2位という好成績を挙げる。独奏者として活躍するとともに、ピアノのパーヴェル・セレブリャーコフ、チェロのムスティスラフ・ロストロポーヴィチとトリオを組んで室内楽奏者としても活発に活動した。
1949年より母校レニングラード音楽院で教え始め、1966年に教授に昇格、1970年からは主任となっている。門弟には、トーマス・ザンデルリング、潮田益子、前橋汀子、ジノーヴィー・ヴィンニコフ、フィリップ・ヒルシュホルン、アレクサンドル・カントロフ、ミハイル・ガントヴァルク、セルゲイ・スタドレルらがいる。
1977年にレニングラードで没した。

## 主な受賞と栄誉
- ロシア連邦共和国功労芸術家(1957年)
- レニングラード音楽院教授(1966年)
- ベニヤミン・バスネルのヴァイオリンソナタ(1982年)―ヴァイマンの思い出に捧げられた[4]

## 主な録音
メロディアへの録音がCD6枚組みセットで同レーベルより復刻された他、放送録音などが残る。
- アラポフ：ヴァイオリン協奏曲(A・ヤンソンス指揮レニングラード・フィルハーモニー交響楽団)
- エヴラホフ：協奏的な詩(同上)
- シベリウス：ヴァイオリン協奏曲(同上)
- バスネル：ヴァイオリン協奏曲(ロジェストヴェンスキー指揮モスクワ放送交響楽団)
- マチャヴァリアニ：ヴァイオリン協奏曲(ディミトリアディ指揮モスクワ放送交響楽団)
- バッハ：ヴァイオリンと通奏低音のためのソナタホ短調、ヴァイオリン協奏曲第2番、2つのヴァイオリンのための協奏曲(グトニコフ(ヴァイオリン)、ゴズマン指揮レニングラード・フィルハーモニー室内管弦楽団)
- ヴィヴァルディ：四季、調和の霊感第3、6曲、ヴァイオリンとチェンバロ、弦楽のための協奏曲イ長調(シンデル指揮レニングラード・フィルハーモニー室内管弦楽団)
- テレマン：協奏的組曲、ヴァイオリン協奏曲変ロ長調(同上)
- ハイドン：ヴァイオリン協奏曲第1番、ヴァイオリンとチェンバロのための協奏曲(同上、ジョホヴァ(チェンバロ))
- モーツァルト：ヴァイオリン協奏曲第5番(同上)
- ショスタコーヴィチ：ピアノ三重奏曲第2番(セレブリャーコフ、ロストロポーヴィチ)
- ラフマニノフ：悲しみの三重奏曲第2番(同上)
- ヴォロシノフ：ヴァイオリンとオルガンのための協奏曲(オクセンチャン(オルガン))
- サラサーテ：ツィゴイネルワイゼン(カランダショヴァ(ピアノ))
- サルマノフ：ヴァイオリンソナタ第2番(同上)
- シューベルト：華麗なるロンド ロ短調(同上)
- バルトーク：ヴァイオリン･ソナタ第1番、ルーマニア民俗舞曲(同上)
- ベートーヴェン：ヴァイオリンソナタ第7番、第10番(同上)
- ラヴェル：ヴァイオリンソナタ(同上)
- ラブコフスキー：ヴァイオリンとピアノのための組曲(同上)